# 経島

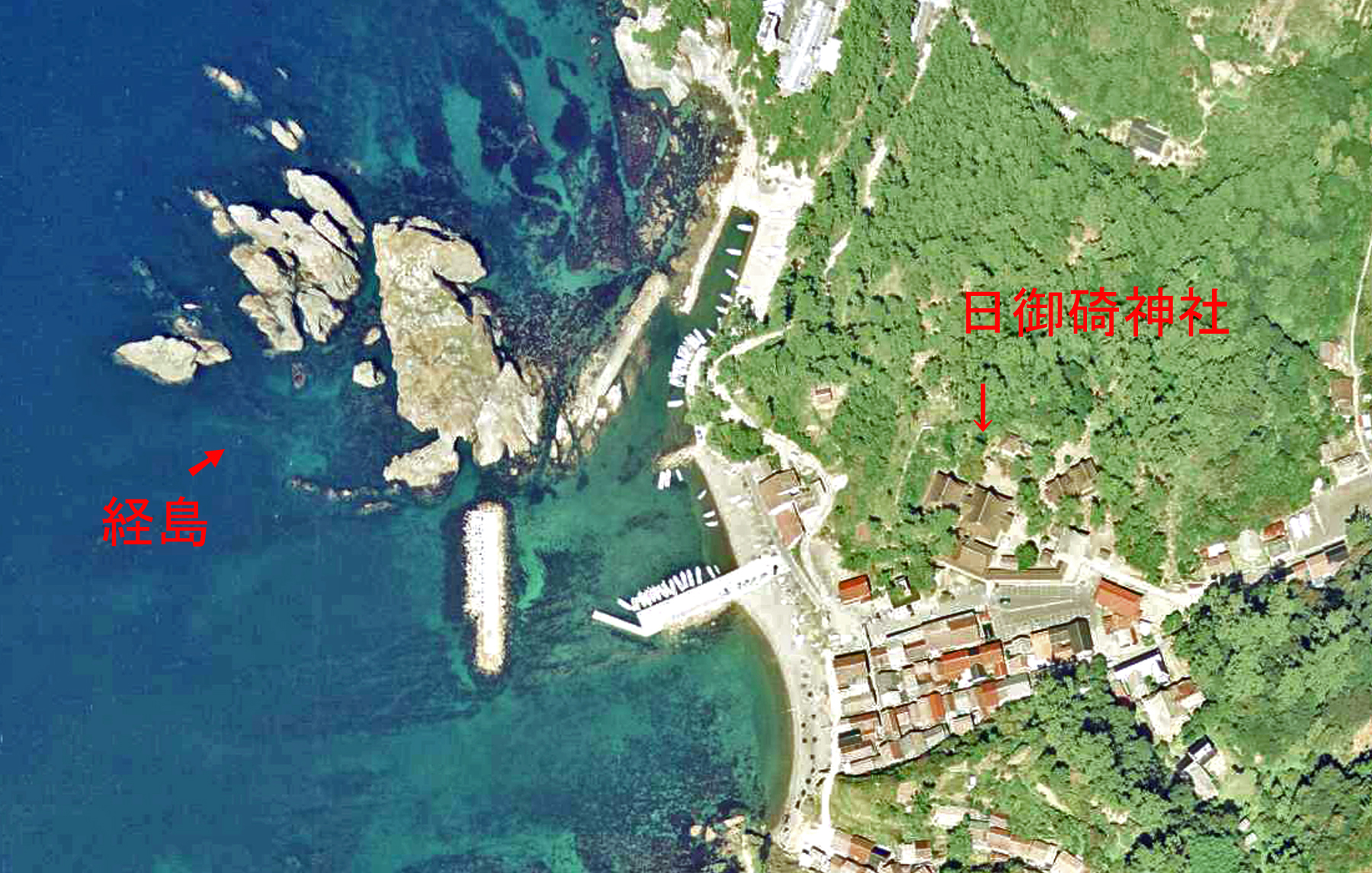
日御碕神社と経島（日沈宮・下の宮の元・鎮座地）周辺の航空写真
1976年撮影
。

経島（ふみしま）は、島根県出雲市にある島。ウミネコの繁殖地として、国の天然記念物に指定されている。

## 概要
日御碕の南西の海岸の約100 メートル沖の日本海上にある無人島で、面積約3000平方メートル、海抜20 メートルで、大小二つの島から構成されている。島は、柱状節理の石英角斑岩でできており、「経巻」を積み重ねたような形状から、経本を載せた文机のように見えるため、経島と呼ばれるようになったと伝えられている。古文書などでは、「文島」や「日置島」とも記されていることがある。
かつて島には、日御碕神社の天照大神を祀る日沈宮（ひしずみのみや・下の宮）があり、天暦2年（948年）に日御碕神社へ遷座している。現在も日御碕神社の神域となっており境外社・経島神社があり、年に1度の神事に携わる神職などのほかは上陸が禁じられている。
また島は、ウミネコの繁殖地として国の天然記念物に指定されている。ウミネコは、主として海面近くのイワシや小魚を常食としている。周辺海域ではブリの一本釣りや、アワビ、サザエの採介漁業が行われているが、ウミネコは、ブリに追われ海面に浮上したイワシを求めトリヤマをつくるが、これを目印に出漁する漁師にとって、島は大漁をもたらす大切な存在となっている。ウミネコは、毎年11月下旬から冬にかけて約5000羽ものウミネコが飛来し、3月ころから産卵、孵化し、7月頃に島を離れ北へ飛び立つ。
日御碕遊歩道上にある展望所・鳥見台から、経島を眺められる。

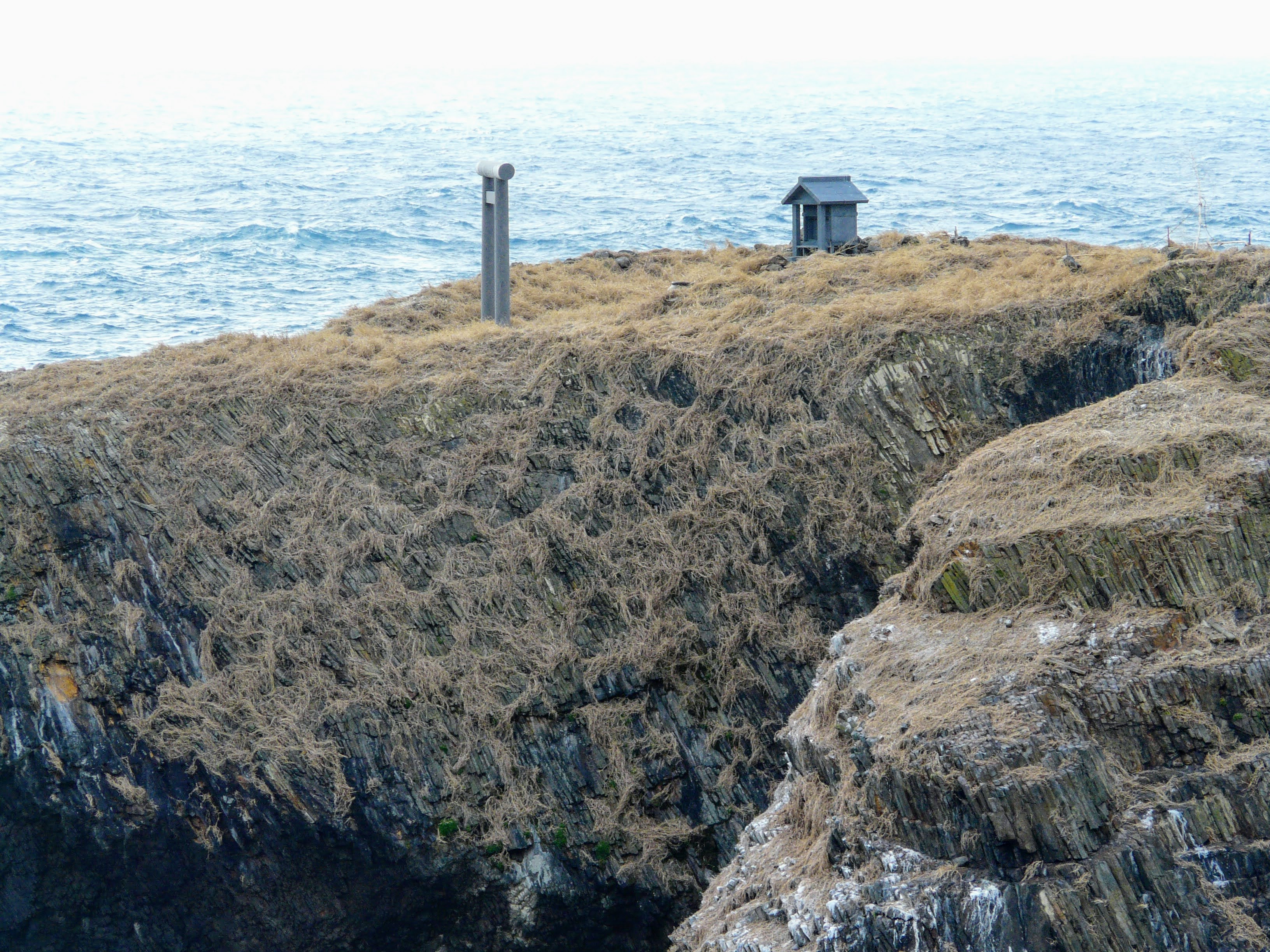
経島にある経島神社 （展望所・鳥見台から撮影）

## 海底遺跡
海洋考古学専門家による調査は行われていないが、島の周囲の海中から「海底遺跡」と考えられる遺構が発見されている。経島から海に入ると、玉砂利を敷いた参道や階段、亀の形をした石など、信仰活動に使われたと考えられる海底遺跡が広がる。海底の遺跡に関する文献などは無いが、測量関係企業が、この周辺の地質に関する調査を行ったところ、この周辺に大きな断層があり、地滑りを起こした可能性があるとの結果が報告されている。関連は不明だが、平安時代に編纂の歴史書「日本三代実録」に、元慶4年（880年）10月、出雲で地震があったと記されている。

## 国の天然記念物
- 経島ウミネコ繁殖地 - 1922年（大正11年）3月8日指定[8]。

日御碕神社の日沈宮（下の宮）の元・鎮座地。日本海西部における代表的ウミネコ繁殖地。

## 他のウミネコ繁殖地
- 蕪島
- 椿島
- 飛島
- 御積島
- 江島